# ضريح غالا بلاسيديا
ضريح غالا بلاسيديا هو مبنى روماني قديم في رافينا، إيطاليا، بني بين 425 و 450 المیلادي. تمت إضافته إلى قائمة التراث العالمي مع سبعة هياكل أخرى في رافينا في عام 1996. على الرغم من الاسم الشائع للإمبراطورة غالا بلاسيديا، لم تدفن في المبنى، وهي فكرة خاطئة تعود إلى القرن الثالث عشر؛ ماتت في روما ودُفنت هناك، الأرجح جنبًا إلى جنب مع هونوريوس في ضريح هونوريوس في كنيسة القديس بطرس القديمة.

## التاريخ

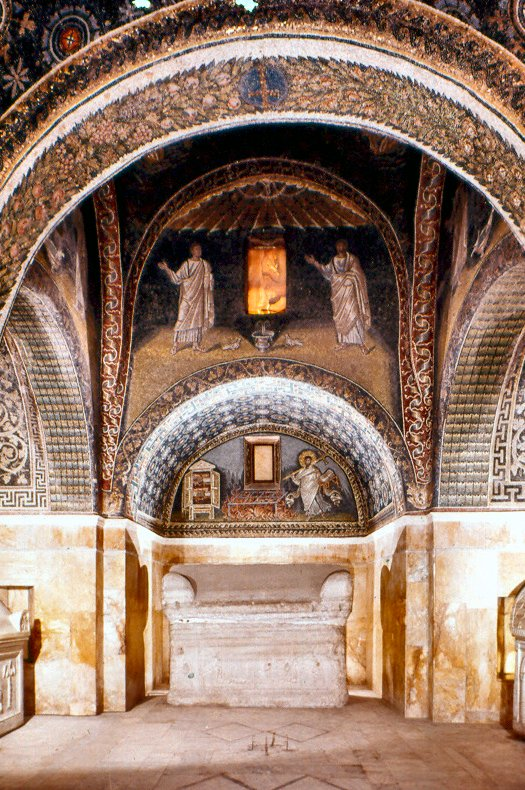
منظر داخلي يُظهر المنظر الجنوبي.

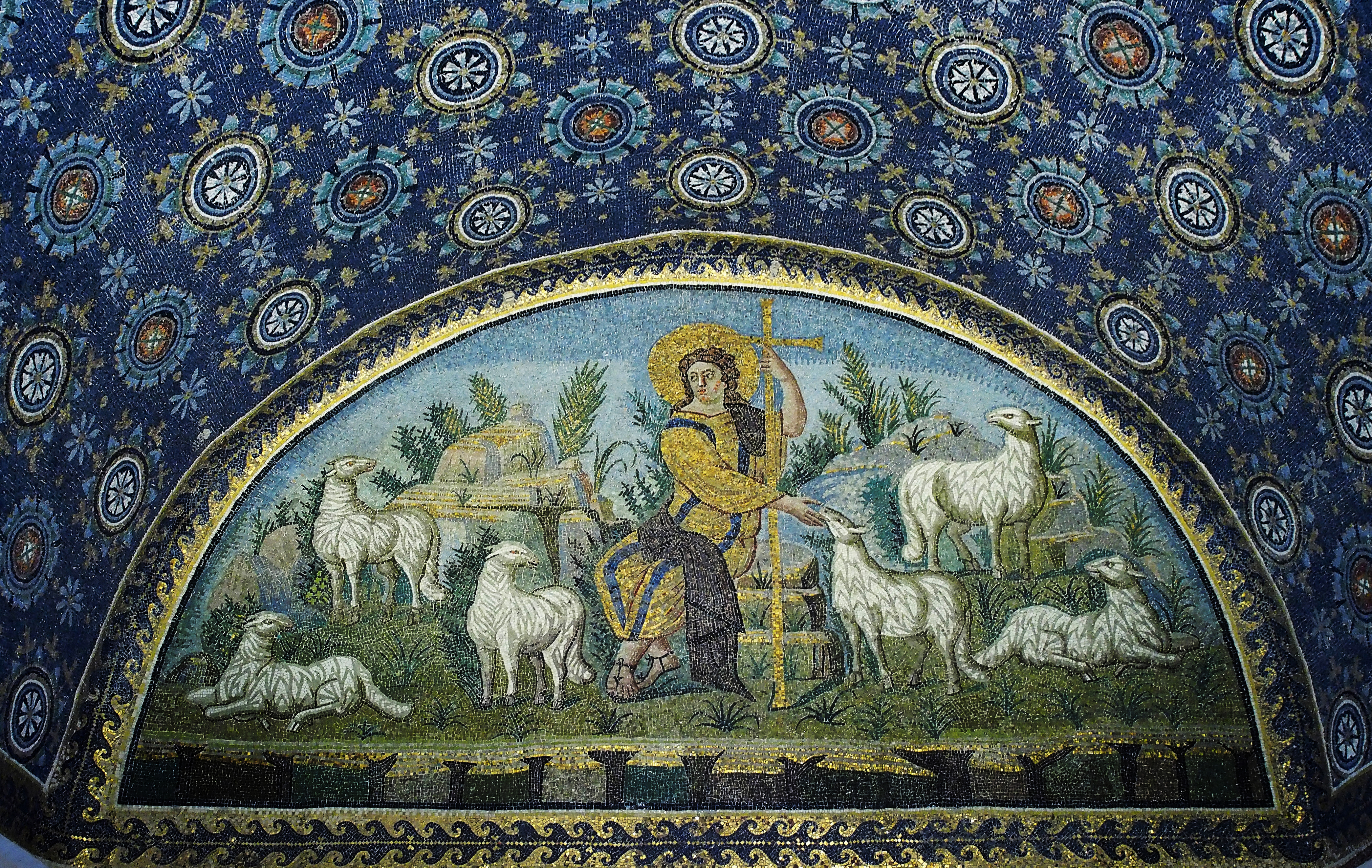
الراعي الصالح

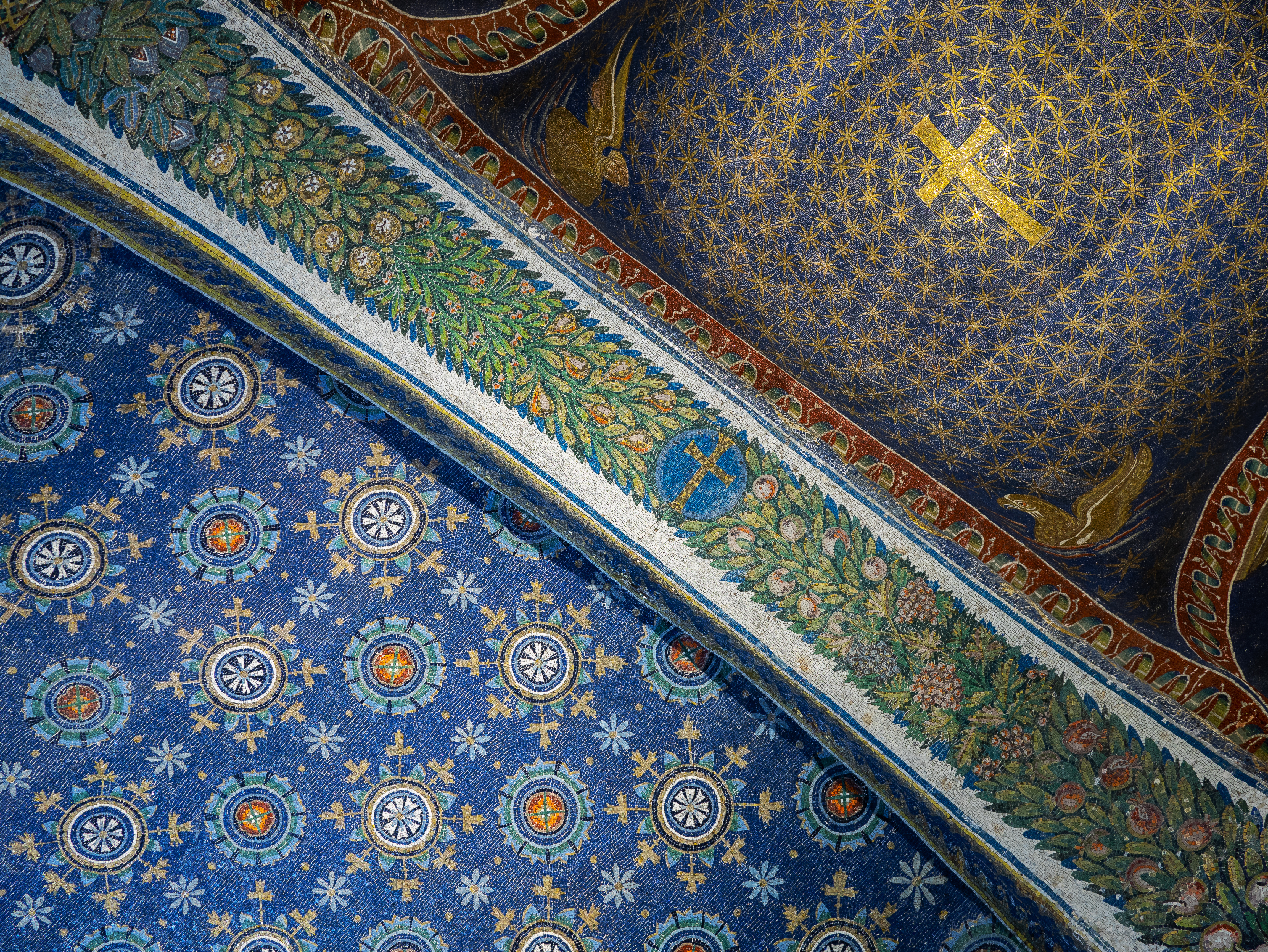
سقف

و«ضريح» من غالا بلاسيديا، الذي بني 425-450، هو صليبي كنيسة أو الخطابة التي ملاصقة الأصل صحن الكنيسة من كنيسة الصليب المقدس (سانتا كروس) في رافينا. ربما كانت مخصصة لسانت لورانس.

## العمارة والديكور

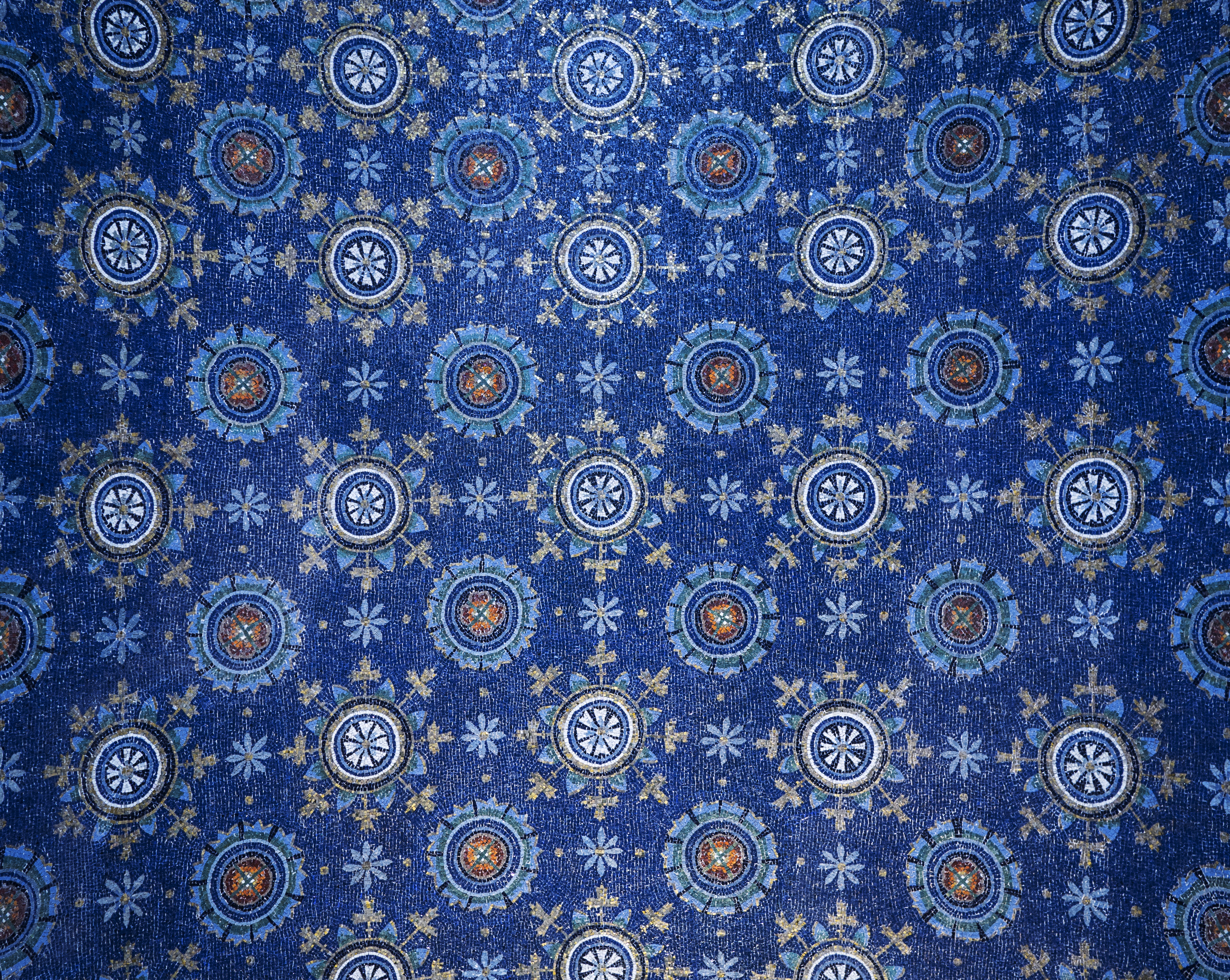
فسيفساء سقف جنة عدن.

تم وضع الضريح في مخطط أرضي على شكل صليب، مع قبة مركزية على مثلثات وأقبية أسطوانية فوق المدرجات الأربعة. الجزء الخارجي من القبة محاط ببرج مربع يرتفع فوق الأجنحة الجانبية الجملونية. brick surface is set with narrow mortar joints ومزينة بأروقة عمياء. يدخل الضوء من خلال alabaster لوحات النوافذ.

## جمعية موسيقية
يشتهر الضريح بأنه ألهم كاتب الأغاني الأمريكي كول بورتر لتأليف «الليل والنهار» أثناء زيارته في عشرينيات القرن الماضي.

## وصلات خارجية
- Galla Placidia Mausoleum